# Kjell Löwenadler
Kjell Hermansson Löwenadler, född 18 december 1905 i Sofia församling, Jönköping, död 21 november 1993 i Leksand, var en svensk målare, tecknare och formgivare, (landskaps- och porträttmålare).
Löwenadler studerade hos Wilhelmsons målarskola, han fortsatte studierna i Paris och Italien. Han är representerad vid Nationalmuseum, Stockholm, Institut Tessin i Paris, Kalmar konstmuseum och museet i Pau, Frankrike. Löwenadler är begravd på Leksands kyrkogård. Han var bror till skådespelaren Holger Löwenadler (1904–1977).